# ミモレット
ミモレット（Mimolette）はフランス原産のチーズの一種。
原料は牛乳だが、アナトー色素を使っているので色はオレンジ色。大きさは20cmほどの上下がつぶれたボール状。表面はクレーターのような穴が開いて、粉を吹いている。種別はセミハードチーズ、またはハードチーズに分類される。
チーズダニ（en:Cheese mite）が住み着いており、ダニの力で熟成するチーズである。外皮の穴はダニが食べることで作られる。若いものは弾力があり、角切りにしてサラダなどに使われたり、薄切りにしてサンドウィッチに挟んだりする。熟成したものはヴィエイユ（Vieille、老成）と呼ばれ、カチカチに硬くなり、切るというよりも割るといった感じになる。通常、外皮の箇所は不味であるため取り除かれ、オレンジ色の箇所だけを食べる。チーズダニの生息する箇所を口にしても人体に害はない。
1年以上たつと硬さが増すが、硬くなるほど風味が増すといわれ、特に18ヶ月以上のものは、からすみにたとえられることも多く、日本酒との相性もよい。温度管理を失敗しダニが死滅したものや外皮を取り除いたもの、切り分けてパッケージしたものは熟成が止まってしまう。そのようなミモレットは、保存しても熟成期間に数えることはしない。
原産地はフランス北部フランドル地方ノール＝パ・ド・カレー地域圏のリールだが、製法がエダムチーズと同じことからオランダ原産とする説もある。
起源は17世紀。財務総監のジャン・バティスト・コルベールの採った重商主義政策によりイギリス、オランダ製品に高関税がかけられ、エダムチーズが入ってこなくなったのでその代替品として作られた。
2005年8月6日夜に内閣総理大臣の小泉純一郎が、衆議院解散回避の説得のため総理官邸に訪れた前総理の森喜朗に振舞い、森が「干からびたチーズ」と称した。
アメリカの食品医薬品局は2013年3月以来、生きたチーズダニの寄生を理由に税関で差し止めを行っている。このことに対して輸入業者や消費者は様々な抗議活動を行っている。